# Walter Niedermayr
Walter Niedermayr (Bolzano, 27 febbraio 1952) è un artista italiano.

## Carriera
Fin dagli anni '80 nei suoi lavori fotografici e video osserva come le trasformazioni prodotte dall'industria del turismo modificano il paesaggio alpino. Il tema ricorrente della sua ricerca artistica è la rappresentazione dello spazio e della sua percezione, sia in contesti aperti che in strutture chiuse. La sua produzione trova espressione in progetti seriali "in progress" nei quali, abbandonando l'immagine singola in favore di composizioni a più pannelli, crea interruzioni e sovrapposizioni spazio-temporali.  Quest'approccio lo si può ritrovare nei lavori seriali Alpine Landschaften (Alpine Landscapes) dal 1987, Raumfolgen (Space Con / Sequences) dal 1991, Rohbauten (Shell Constructions) dal 1997, Artefakte (Artifacts) dal 1992, Bildraum (Image-Space) dal 2001. Fra il 2005 e il 2008 è stata sviluppata la serie Iran, mentre fra il 2009 e il 2010 lavora a The Aspen Series, nel 2012 inizia la serie Protraits. Fra il 2011 e il 2014 Walter Niedermayr ha insegnato fotografia artistica presso la Facoltà di Design e Arti della Libera Università di Bolzano.

## Mostre

### Mostre personali
- 2016: "Walter Niedermayr. Raumaneignungen (Appropriations of Space)", Lech 2015/2016, Allmeinde commongrounds, Lech am Arlberg

- 2015: "Walter Niedermayr. Appearances", Spazio Ersel, Torino
- 2015: "Walter Niedermayr. Projection Spheres and Adventure Realms", Month of Photography Archiviato il 5 aprile 2018 in Internet Archive., Bratislava

- 2013: "Walter Niedermayr, Appearances", La Filature, Mullhouse
- 2012: "Conjonctions", Istituto Italiano di Cultura de Paris Archiviato il 1º giugno 2013 in Internet Archive., Paris
- 2011: "Walter Niedermayr 2005-2010", Ex-ospedale Sant'Agostino, Fondazione Fotografia, Modena
- 2007: "Walter Niedermayr / Kazuyo Sejima + Ryue Nishizawa (SANAA)", with SANAA ArchitectsSANAA, DeSingel International Arts Centre, Antwerpen, arc en rêve Centre d'architecture Bordeaux, aut. architektur und tirol, Innsbruck, Accademia di Architettura di Mendrisio
- 2004: "Walter Niedermayr - Zivile Operationen (Civil operations)", Museion Museum für moderne und zeitgenössische Kunst, Bozen
- 2003: "Walter Niedermayr - Zivile Operationen (Civil operations)", Kunsthalle Wien, Kunstverein Hannover, Museum der bildenden Künste, Museo delle Belle Arti di Lipsia, Württembergischer Kunstverein Stuttgart
- 2000: Centre pour l'image contemporaine, Genf; Rupertinum, Museum der Moderne, Salzburg
- 1999: http://musees.agglo-annecy.fr/[collegamento interrotto], Annecy; "Walter Niedermayr - Reservate des Augenblicks", ar/ge Kunst Galerie Museum, Bozen
- 1998: White Cube, London

### Mostre collettive (selezione)
- 2017: "Snow future. Hansjörg Dobliar, Philipp Messner, Walter Niedermayr", Naturmuseum Bozen; "The Power of Images", MAST, Bologna

- 2016: "Extraordinary Visions / L’Italia ci guarda", MAXXI, Roma; "Arte e architettura: punti di vista", MantovArchitettura, Casa del Mantegna, Mantova; "A Tile, some Milk, a Machine and Logistics. Photographs of Emilia-Romagna at Work", MAST, Bologna; Snow Future.; "The Alps – Perspectives of a cherished Landscape in the arts and sciences. Exhibition. Lectures.", with Philipp Messner and Hansjoerg Dobliar, ERES Stiftung, München
- 2015: "Faszination Fotografie", Essl Museum, Wien; "Montagna. Oltre la natura", Palazzo Assessorile, MART, Cles; "Italia. Inside Out", Palazzo della Ragione, Milano; "Grand Tour", Harley Gallery, Welbeck/Nottinghamshire; "Landschaft in Bewegung. Filmische Ausblicke auf ein unbestimmtes Morgen", Universalmuseum Joanneum, Graz; "Landscape in my Mind - Landschaftsfotografie heute", Bank Austria Kunstforum, Wien
- 2014: "Fundamentals", 14th International Architecture Exhibition, Venezia; "La Collezione di Fotografia Europea. Sguardi contemporanei", Fotografia Europea 014 Festival, Reggio Emilia; "Erde & Copyright", Werkstadt Graz / Galerie Crazy, Graz Contemporary, Graz; "Il sublime e il banale", Galleria Civica / Trento Film Festival, Trento 2014

- 2013: "TAV Bologna Milano - Fotografia, ricerca e territorio", Maxxi, Roma, "CONCRETE – Fotografie und Architektur", Fotomuseum Winterthur, "Landmark: The Fields of Photography", Positive View Foundation, Somerset House, London
- 2012: "Peripheral Visions: Italian Photography in Context, 1950s-Present", The Bertha and Karl Laubsdorf Gallery, Hunter College, The City University of New York, New York
- 2011: "Tokyo Art Meeting (II) Architectural Environments for Tomorrow - New Spatial Practices in Architecture and Art", Museum of Contemporary Art, Tokyo; "Imperfect Health", Canadian Centre for Architecture, Montréal; "Blink! Light, Sound & the Moving Image", Denver Art Museum; "Alpine Desire", Austrian Cultural Forum, New York; "Hafnarhús – Without Destination", Reykjavík Art Museum (RAM)
- 2010: "People meet in Architecture" - Arsenale, 12. Mostra Internazionale di Architettura, Biennale di Venezia; Daegu Photo Biennale 2010
- 2009: ">Natur< in der Kunst der Gegenwart", Kunstmuseum Bonn; "Before Architecture, After Architecture", Tomio Koyama Gallery, Tokyo
- 2008: Manifesta7, "The Rest of Now", Alumix Bozen/Bolzano, Region Trentino-South Tyrol; "Von der Weite des Eises", Albertina Wien; "Art Incorporated – The Role of Art in Urban Development", Kunstmuseet Koge; "Art is for the spirit", Mori Art Museum, Tokyo; "All inclusive. Die Welt des Tourismus", Kunsthalle Schirn, Frankfurt; "Lugares comprometidos. Topografía y actualidad", Photoespaña 2008, XI International Festival of Photography and Visual Arts, Madrid
- 2007: "Tourist's Tale", Arhus Kunstbygning; "Reality Crossings", 2. Fotofestival Mannheim / Ludwigshafen / Heidelberg; "Japan und der Westen", Kunstmuseum Wolfsburg; "There is no border, there is no border, there is no border,  no border, no border,  no border, I wish", Galerie im Taxispalais Innsbruck; "Northern Lights - Reflecting with Images", Galleria Civica di Modena
- 2006: "Sanaa/Walter Niedermayr", with Sanaa architects, Architekturmuseum, Basel; "Peintres de la vie moderne", Centre Pompidou, Paris; "Opening up Art, Tate Modern", UBS Art Collection, London; "Archit-Action", Galerie für zeitgenössische Kunst, Leipzig
- 2005: "Sanaa", 21st Century Museum of Contemporary Art, with Sanaa architects, Kanazawa; "Multiple Räume (2) Park", Kunsthalle, Baden Baden
- 2004: "Metamorph", 9. Mostra Internazionale di Architettura, Biennale di Venezia; "Public Record", Museum of Contemporary Art, Los Angeles
- 2003: "The Spirit of White", Fondation Beyeler, Basel; "Montagna. Arte, scienza, mito da Dürer a Warhol", MART, Rovereto; "Natürlich gebaut. Die Landschaft zwischen Konstruktion und Narration", Helmhaus, Zürich; "Paikan Politicat. Politics of Sense", Suomen valokuvataiteen museo. Finnish Museum of Photography, Helsinki; "Platsens Politik", Länsmuseet Västernorrland, Härnösand
- 2002: "Paysages", 4e Biennale d'Art contemporain, Enghien-les-Bains
- 2000: "Anti Memory", Yokohama Museum of Art

### Pubblicazioni monografiche
- Walter Niedermayr | Raumaneignungen. Lech 2015-2016, Text by Catherine Grout and a conversation between Gerold and Katia Schneider, Walter Niedermayr and Arno Ritter, Hatje Cantz, Ostfildern 2016, ISBN 978-3-7757-4266-5.

- Walter Niedermayr - The Aspen Series, Texts by Chris Byrne, Catherine Grout, essays by Paula Crown in conversation with the artist, Hatje Cantz, Ostfildern 2013, ISBN 978-3-7757-3212-3.
- Walter Niedermayr | Mose, Editor Tiziana Serena, Linea di Confine editore, Rubiera and Koenig Books, London 2011. ISBN 978-3-86560-395-1
- Walter Niedermayr | Appearances, Editors Filippo Maggia and Francesca Lazzarini, Skira, Milano 2011. ISBN 978-88-572-0975-3
- Walter Niedermayr | Recollection, Editors Amir Cheheltan and Lars Mextorf, Publisher Hatje Cantz 2010. ISBN 978-3-7757-2738-9
- Station Z Sachsenhausen, Editors HG Merz + Walter Niedermayr, Publisher Hatje Cantz 2009. ISBN 978-3-7757-2397-8
- Walter Niedermayr | Kazuyo Sejima + Ryue Nishizawa / Sanaa, Editor Moritz Küng and deSingel Antwerp, Publisher Hatje Cantz 2007. ISBN 978-3-7757-1890-5
- Novartis Campus-Fabrikstrasse, 4, Sanaa/Sejima+Nishizawa, works by Walter Niedermayr, Texts Ulrike Jehle-Schulte Strathaus, Architekturmuseum Basel; Publisher Merian 2006. ISBN 978-3-85616-519-2
- Walter Niedermayr | TAV, Editors Linea di Confine Rubiera/Schlebrügge Vienna 2006. ISBN 978-3-85160-078-0
- Walter Niedermayr | Titlis, Editor Codax publisher Zürich 2004. ISBN 978-3-7757-1405-1
- Walter Niedermayr | Zivile Operationen, Editor Kunsthalle Wien, Hatje Cantz, Ostfilder 2003. ISBN 978-3-7757-1260-6
- Raumfolgen 1991-2001, text by Martin Prinzhorn, Editor Carl Aigner and Andrea Domesle, Publisher Eikon, Wien 2001. ISBN 978-3-9501157-9-6
- Remixed. Niedermayr, Pauhof, Hauser, text Moritz Küng, ar/ge Kunst Galerie Museum, Bolzano 1998. ISBN 3-9500803-0-9
- Reservate des Augenblicks. Momentary resorts., Editor Francesco Bonami, Siegrid Hauser, ar/ge Kunst Galerie Museum, Editor Hatje Cantz, Ostfilder 1998. ISBN 978-3-89322-962-8
- Die bleichen Berge. I monti pallidi., ar/ge Kunst Galerie Museum, Editor Raetia, Bolzano 1994. ISBN 978-88-7283-049-9